# Céramiques à glaçure plombifère

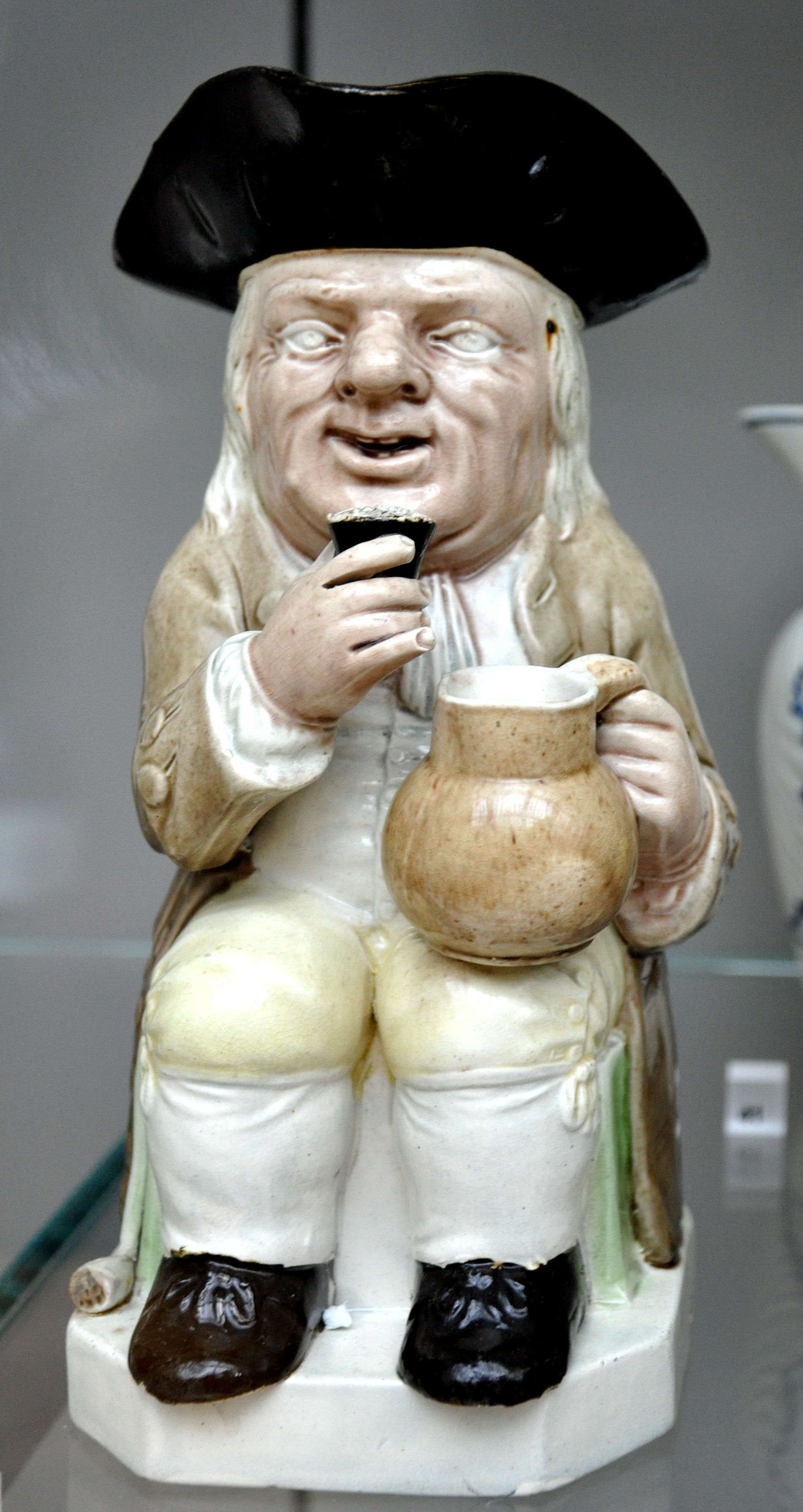
Broc à glaçure plombifère de type Toby Jug (Grande-Bretagne, fin du XVIIIe siècle — Victoria and Albert Museum de Londres).

Les céramiques à glaçure plombifère sont de la vaisselle de table dont la glaçure est à base de plomb, ce qui rend la pièce étanche.
Apparue au Moyen-Orient au deuxième millénaire avant notre ère, elle a persisté presque jusqu'à nos jours ; mais la toxicité du plomb l'a fait interdire ou mettre sa fabrication sous contrôle dans plusieurs pays.

## Technique, couleurs, composants
Sur des pièces pré-cuites au biscuit, est déposé un revêtement à base d'oxyde de plomb (PbO, minium) mélangé avec un peu d'eau. Cette glaçure est ensuite vitrifiée lors d'une deuxième cuisson à environ 900 °C (cuisson à basse température).
Selon Dubois, si l'oxyde de plomb est pur, le résultat est une couleur jaune-vert ; mais Barber dit qu'une glaçure composée essentiellement ou uniquement de plomb intensifie la couleur de la pâte et la rend plus sombre, comme si elle était recouverte d'une couche épaisse de vernis.
Si la glaçure contient des oxydes de fer, la couleur devient vert mat, olivâtre à brun. La couleur peut être délibérément modifiée en ajoutant d'autres oxydes métalliques comme de l'oxyde de fer précité, ou de l'oxyde de cuivre (CuO) ou oxyde de manganèse (MnO). La couleur verte peut être obtenue en ajoutant à la glaçure une petite quantité de composé étain-cuivre ; une source possible pour ce cuivre est le bronze oxydé.

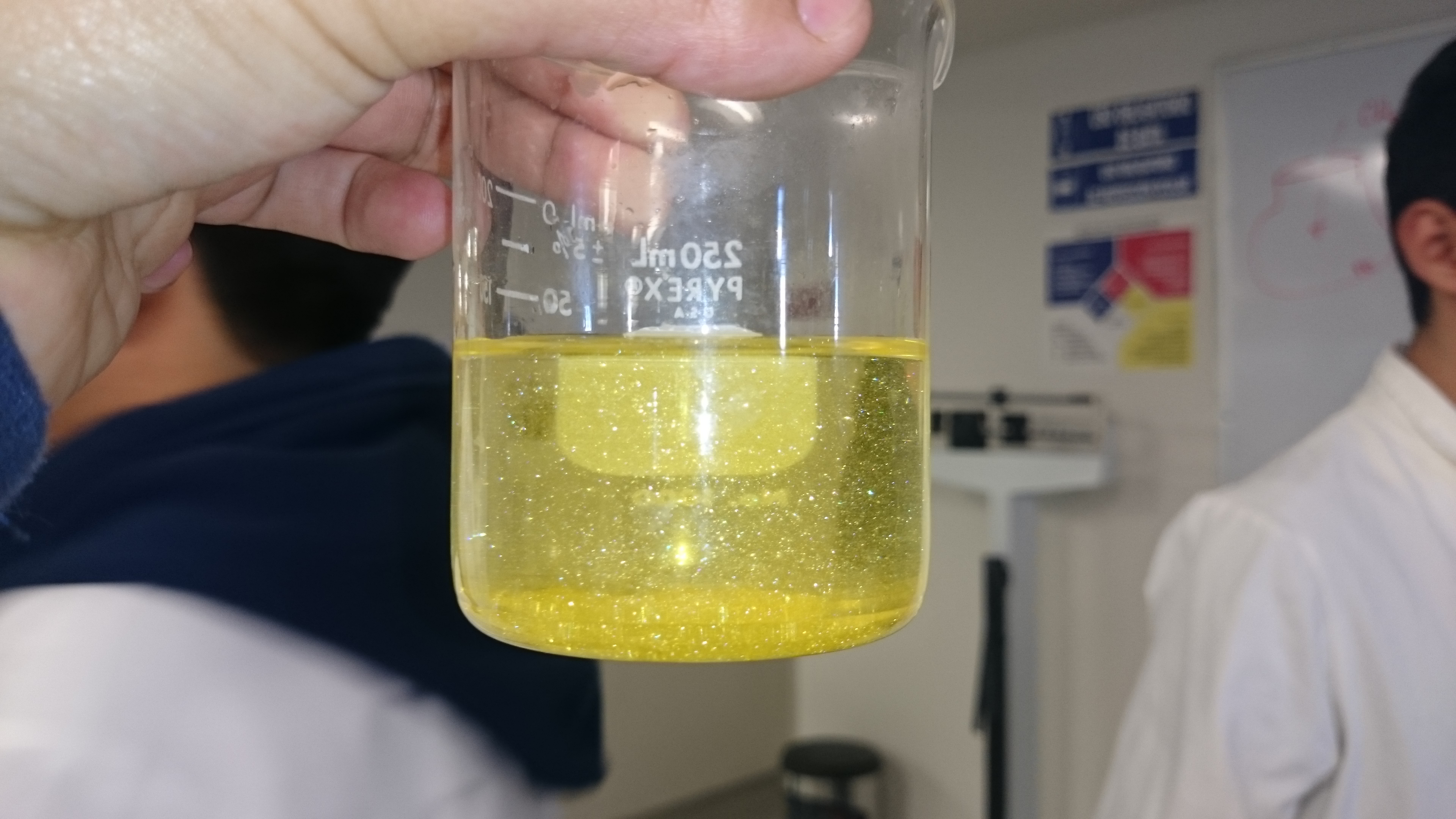
L'extraction de plomb sur des récipients en terre cuite donne un liquide jaune et brillant. La couleur jaune indique la présence de plomb dans le vase.

Cette technique peut imiter les vases en verre : l'oxyde de plomb et la silice se combinent, comme dans le verre.
Avec l'âge, les objets perdent souvent leur brillant : les éléments chimiques du sol réagissent avec la glaçure, qui a tendance à s'écailler et à devenir mate ; mais parfois ce processus engendre une belle iridescence ou un aspect laiteux. Les craquelures et écaillements ne sont pas seulement dus à l'âge ou à l'environnement : comme la cuisson est à basse température, la glaçure devient alors plus dure que la pâte ; d'où le risque d'écaillement ou de craquèlement. Le cuivre tend à déstabiliser les glaçures plombifères, ce qui accentue les dégradations dans les poteries vertes par rapport aux poteries marron. Une poterie Han orientale analysée a révélé un pourcentage inhabituellement élevé d'oxyde de baryum, caractéristique courante pour le verre de la même époque contenant du plomb ; cette poterie est peut-être une sorte de transition entre le verre chinois précoce et les technologies de cuisson de poterie à basse température. Le minerai de plomb peut contenir une quantité notable de baryum, mais le baryum présent dans la glaçure ne provient nécessairement d'impuretés dans le minéral utilisé : il peut avoir été introduit délibérément.

## Décors
La poterie à glaçure plombifère commune peut être groupée en quatre catégories :
- poterie glaçurée lisse
- poterie incisée, à sgraffito
- poterie décorée ou peinte à la barbotine
- poterie moulée[8].

## Historique

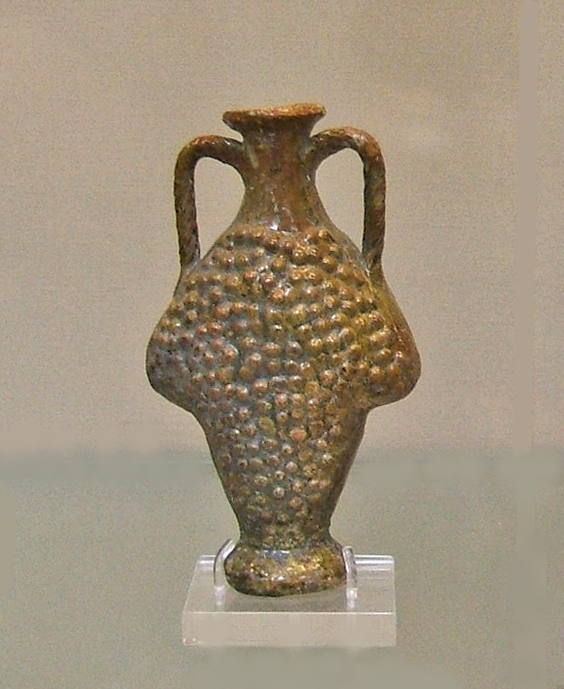
Vase à glaçure plombifère de Syrie, moulé en forme de grappe de raisin
(British museum)

### Origine et Antiquité
Cette technique apparaît pendant le deuxième millénaire avant notre ère au Moyen-Orient. La pratique d'ajouter d'autres oxydes métalliques est attestée en Mésopotamie dès l'époque babylonienne. Ce type de céramique se développe pendant l'époque hellénistique (-323 - -30), plus particulièrement à Smyrne. Au Ier siècle av. J.-C., les trois principaux centres de production connus sont en Asie Mineure : ainsi elle est produite à Alexandrie mais la diffusion de ce centre de production reste assez limitée : les fouilles de Tanis (dans le delta du Nil) n’en ont livré aucun fragment malgré la proximité d'Alexandrie. Seuls les ateliers de Tarse (en Turquie), qui commencent leur production vers le milieu du Ier siècle av. J.-C., diffusent leurs produits dans la deuxième moitié du Ier siècle jusque dans l'Occident méditerranéen, dont les régions transalpines.
Les céramiques à glaçure plombifère commencent à être produites en Occident à partir du milieu du Ier siècle av. J.-C., avec l’arrivée de la production de Tarse. On la note en Italie du Nord (Hochuli-Gysel 1981), ou elle est adaptée aux formes et aux modes de décoration régionaux (Maccabruni 1987).
Vers 40/30 av. J.-C., la glaçure plombifère commence à être appliquée en Gaule lyonnaise, plus précisément à Saint-Romain-en-Gal près de Vienne (Desbat 1985) et à l'atelier de Loyasse à Lyon où l'on prosuit aussi des gobelets moulés, dit "d'Aco", des skyphoï (Desbat 1987, Pl. 1-1), des canthares et des gobelets à décor clouté (Leblanc 1998). Ces ateliers semblent rapidement abandonnés, mais les potiers (ou les héritiers de leurs techniques) s'installent aussitôt dans un autre secteur de Lyon ("La Muette"), où ils sont attestés jusque vers 10/1 avant notre ère.
L'atelier de Saint-Rémy-en-Rollat (Allier) est le principal atelier du centre de la Gaule fabricant des céramiques à glaçure plombifère, à pâte blanche et glaçure jaune, rose ou verte. Ces pièces, produites à partir de l'époque de Tibère jusqu'au IIe siècle, se retrouvent principalement dans le centre et l’ouest de la Gaule, et en Bretagne.
Le sanctuaire gallo-romain de Mazamas, sur la commune de Saint-Léomer dans la Vienne, a livré des fragments une gourde de ce type de céramique provenant de Saint-Rémy, décorée d'une tête de méduse.

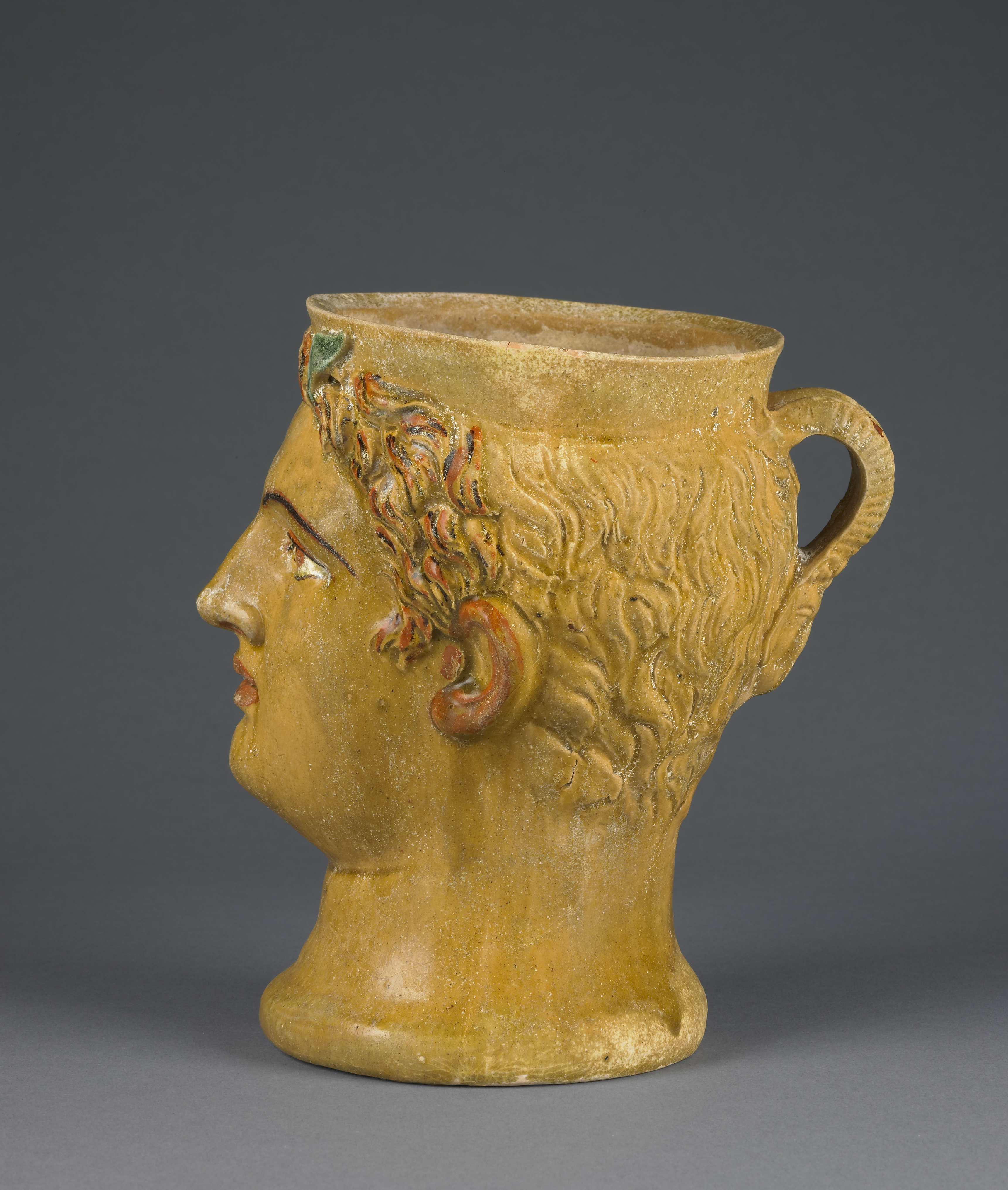
Pichet par Likinnios, Ier s. av. J.-C. musée de la Villa Getty, Malibu (Californie)
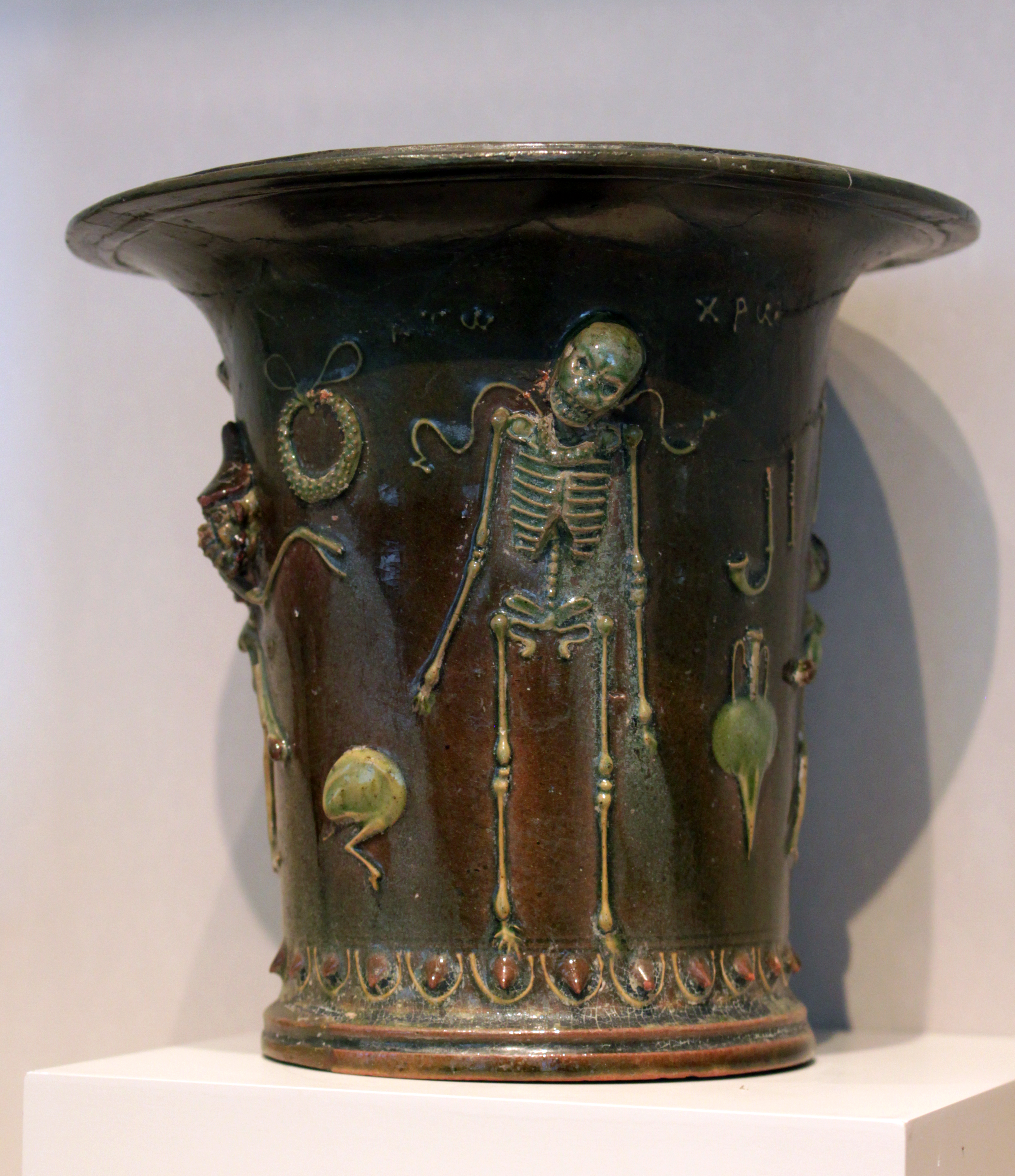
Coupe à boire, Memento Mori Ier s. av. J.-C.-Ier s. apr. J.-C., Berlin, Altes Museum
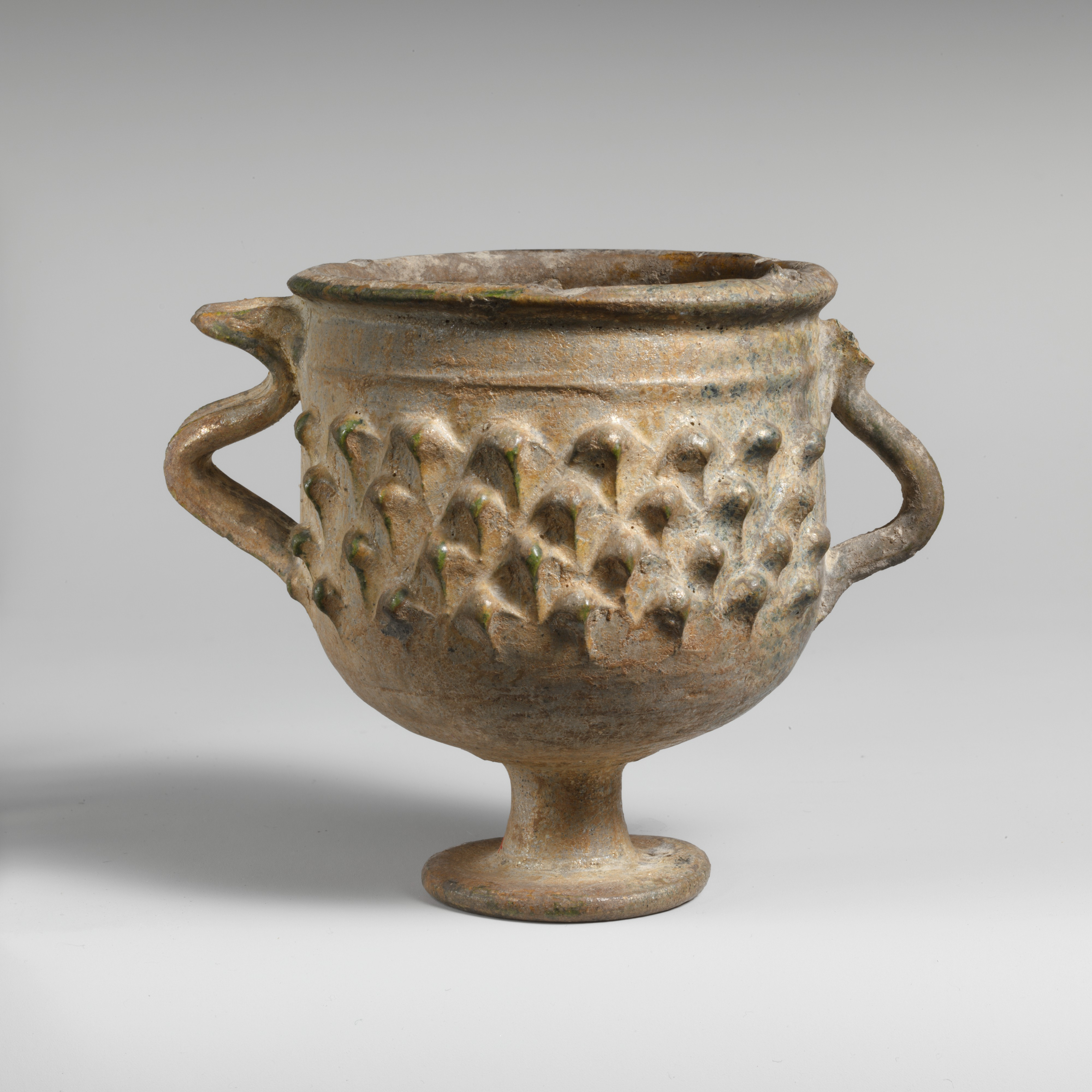
Production de la vallée du Rhône, Haut-empire. Metropolitan Museum of Art, New York

En Chine, la glaçure au plomb est utilisée au plus tard pendant la dynastie Han orientale (206 à 220 apr. J.-C.).

### Moyen-Âge

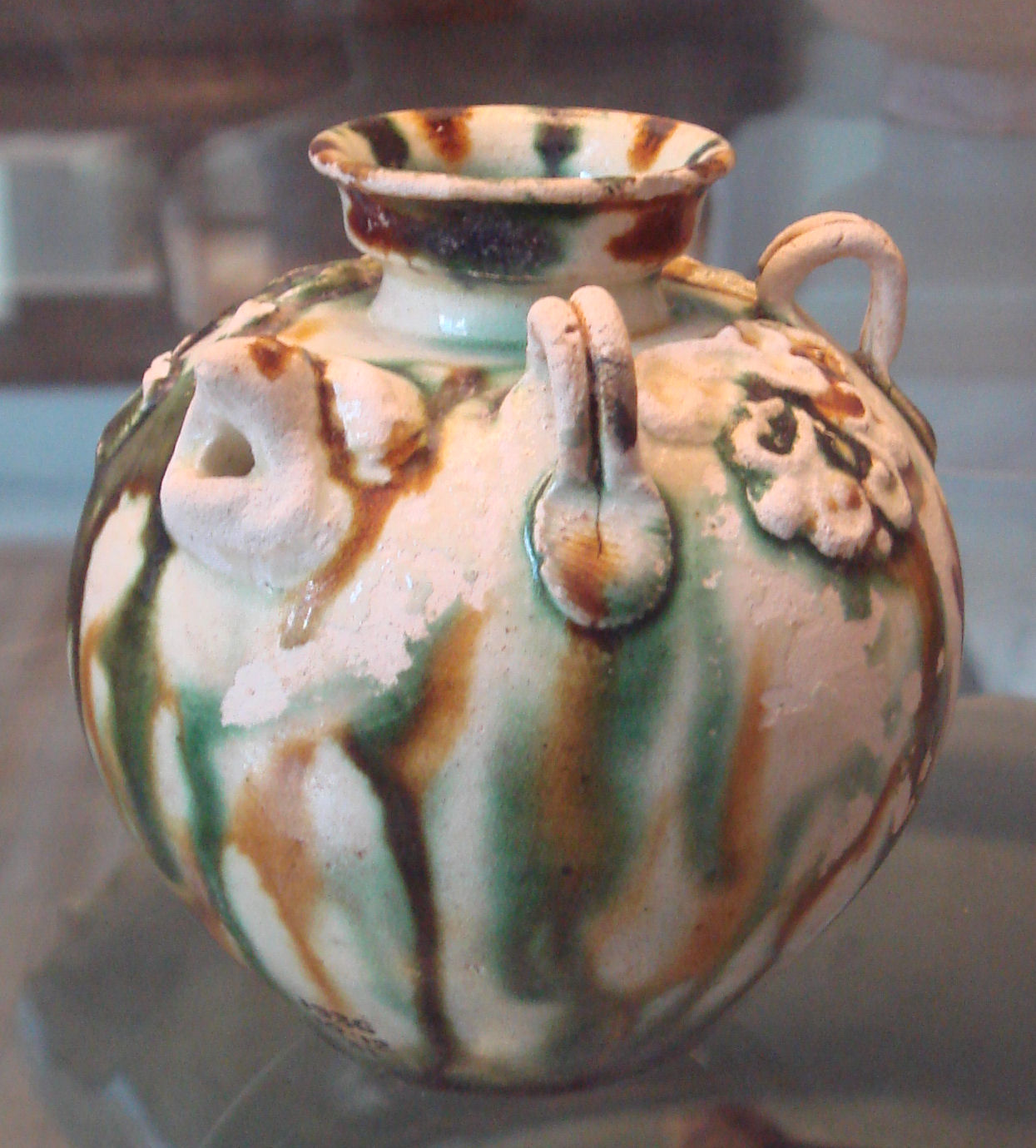
Coupe dynastie Tang, Chine, VIIIe siècle

### Époque moderne

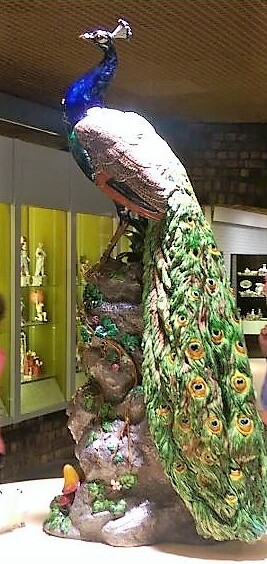
Paon par Paul Comolera, Minton, vers 1870, majolique à glaçure plombifère. Musée des Poteries, Stoke-on-Trent, Angl.

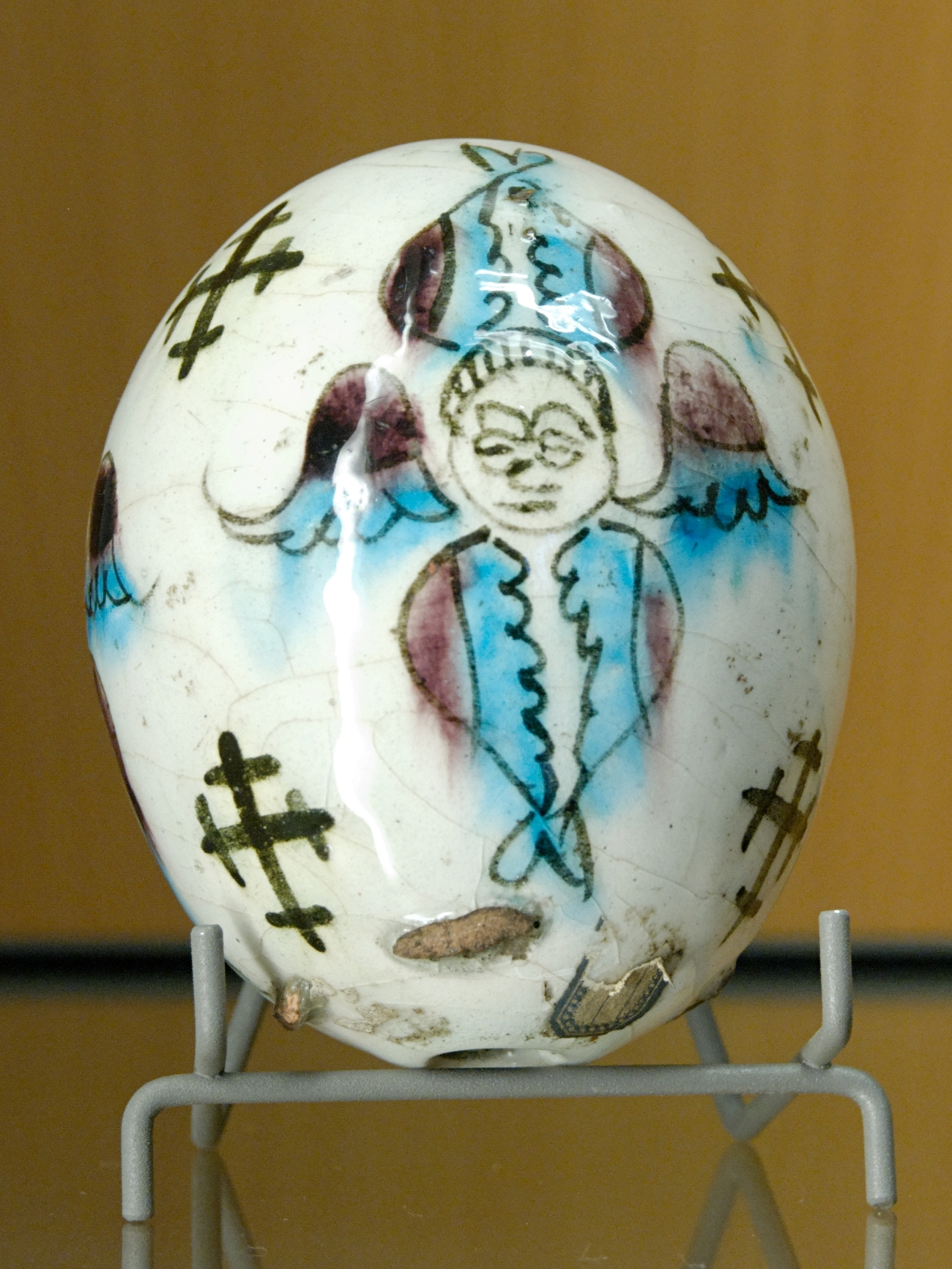
Œuf de suspension (à suspendre sur chaîne de lampe à huile) de Kütahya (Turquie), XVIIIe s.
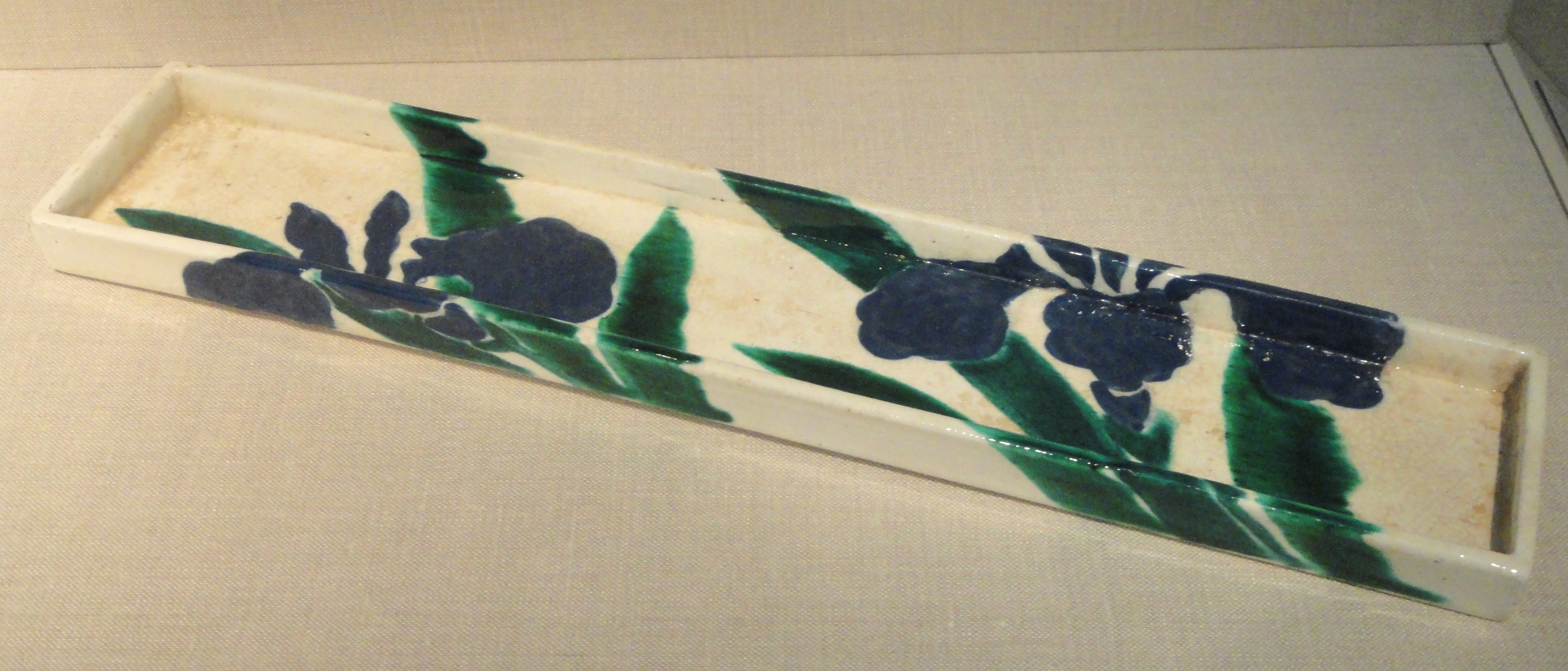
Plat peint sous glaçure transparente par Ogata Ihachi, mi-XVIIIe s. (période Edo), Japon.
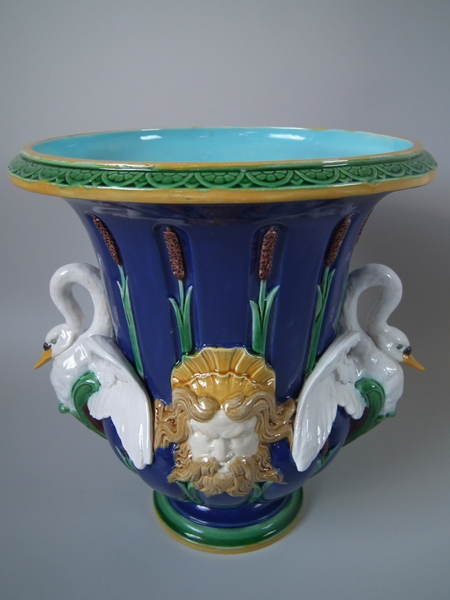
Minton (Angl.), 1855

## Toxicité
La Food & Drug Administration (FDA) américaine reconnaît que si les pièces sont cuites à une température appropriée, le plomb se retrouve lié à la glaçure et les risques d'empoisonnement sont alors pratiquement nuls. Mais si le four utilisé pour la cuisson de poteries sans plomb a été auparavant utilisé pour cuire des poteries avec du plomb, des particules de plomb peuvent contaminer les pièces en se déposant dessus tout en ne fusionnant pas avec la glaçure, et peut alors devenir une source de contamination. Pour autant, la vente de céramiques à glaçure plombifère n'est pas interdite aux États-Unis à condition d'être correctement labellisée. La FDA recommande aussi de ne pas utiliser les céramiques plombifères affectées des caractères suivants : faites à la main avec une apparence rustique ou une forme irrégulière ; objet antique ; pièce très usée ou abîmée : pièce acquise sur un marché aux puces ou à des vendeurs des rues, ou pièce dont on ne peut pas déterminer la fabrication par un potier de bon standard ; pièce décorée de couleurs brillantes rouges, orange ou jaunes (le plomb étant souvent utilisé pour rehausser l'intensité de ces couleurs).